# 656

## Evenimente
- 7 noiembrie: Bătălia Cămilei. Primul război civil musulman (Prima Fitna). S-a desfășurat la Al-Basra (Irak).

## Decese
- Martin I, 57 ani, papă al Romei (649-653), martir, canonizat sfânt (n. 598)